# کرچ شدن
کُرچ شدن (به انگلیسی: Broodiness)، به حالتی از مرغ گفته می‌شود که در طی آن مرغ آمادهٔ خوابیدن بر روی تخم و درآوردن جوجه می‌شود.

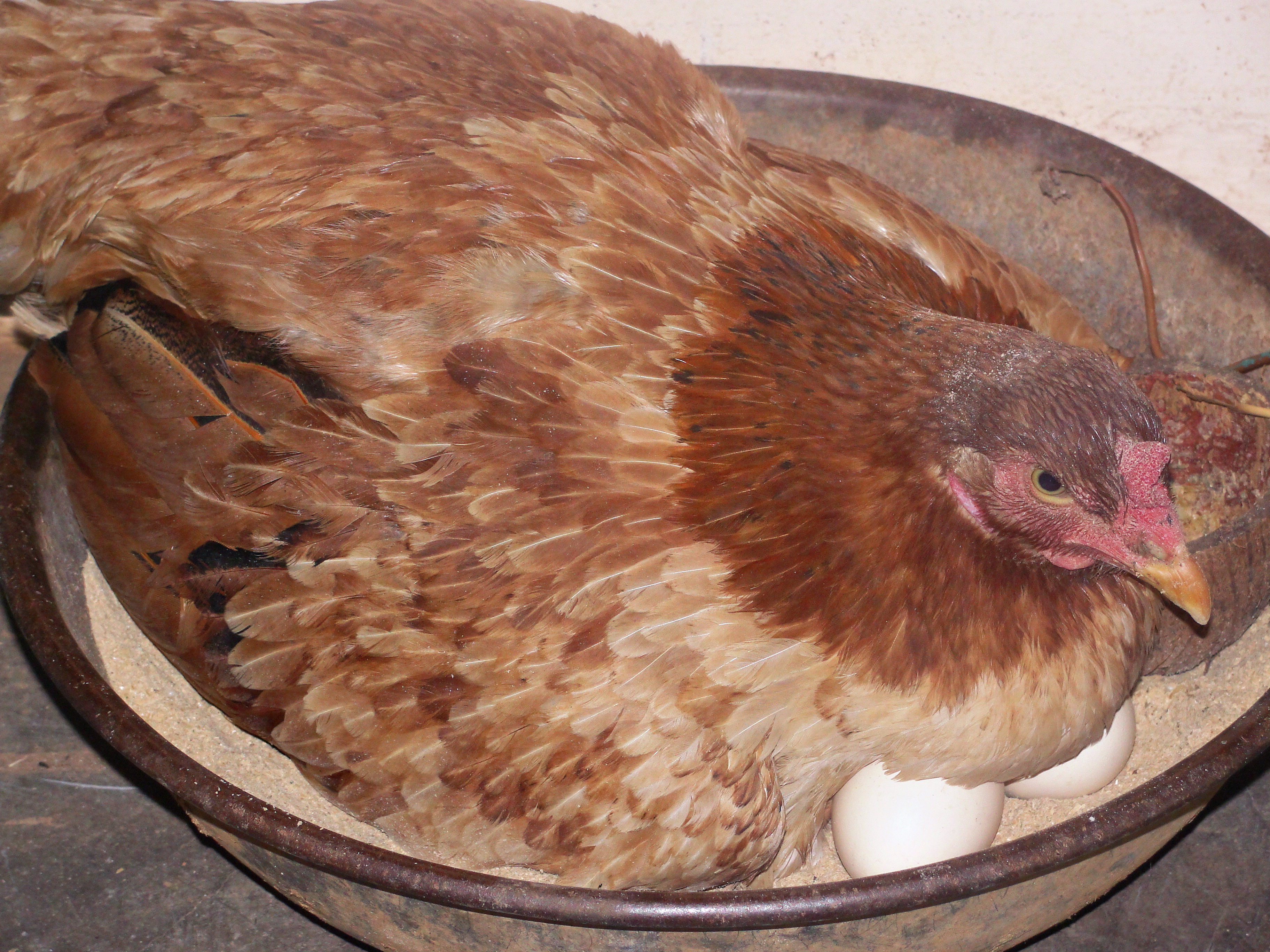
کرچ شدن یک مرغ اهلی

کرچ مرغ که مستی گونه‌ای دارد برای خوابیدن بر تخم و جوجه برآوردن. کُرک یا کُرُک هم گفته می‌شود.
مرغ از آن دسته از ماکیان هست که بیشترین تخم‌گذاری در فصول را به خود اختصاص داده‌است و فقط هنگام کرچ شدن تخم‌گذاری این مرغ قطع می‌شود. در این فرایند مرغ به دلیل تمایل به تولید مثل کرچ می‌شود وطی تخم‌گذاری و با جمع‌آوری تخم دیگر آنچنان تمایل خوردن و بازیگوشی را ندارد و بیشتر اوقات را در لانه سپری می‌کند این باعث می‌شود مرغ طی روزهای آتی روی تخم بخوابد وبعد از بیست و یک روز جوجه‌هایش سر از تخم درمی‌آورند. یک نکته جالب این است که بعد از گذشت ۳ الی ۴ روز با انداختن نور روی گوشه ای از تخم مرغ می‌توان متوجه شد که آیا تخم نطفه دار است یا خیر که در صورت عدم وجود رگ و… تخم فاسد شده و باید از زیر مرغ زود تر خارج کنیم تا گرمای مرغ به مابقی تخم‌ها برسد.
البته بلدرچین و بوقلمون و بعضی دیگر از ماکیان هم کرچ می‌شوند. کرچ شدن در هر نژادی از مرغ متفاوت است. بوقلمون‌ها و بلدرچینی‌هایی که در دستگاه باز شده‌اند هرگز توانایی کرچ شدن را ندارند؛ همین‌طور بوقلمون‌های گوشتی و ماشینی. به دلیل کمبود مهر مادری و نبود درک حس مادرانه توسط مادر موجود آنها هم هیچ وقت توانایی آن را ندارند. دمایی که مرغ برای تبدیل دارد بین ۳۷ تا ۳۹ می‌باشد.
عبارت مرغ کرچ در گویش شمیرانی اصطلاحاً برای اشاره به فرد افسرده و گوشه نشین نیز کاربرد دارد.
وقتی مرغ تخم می‌گذارد نمی‌گذارد کسی به تخمش دست بزند و اگر کسی بخواهد تخم او را بردارد شروع به داد و بیداد می‌کند.
پس از تبدیل شدن تخم‌ها به جوجه مرغ سعی می‌کند تا حداکثر یک هفته الی ۱۰ روز بر روی تخم‌های خود بشیند تا سایر تخم‌ها هم تبدیل شود.

## نشانه‌ها
کرچی در مرغان را می‌توان با صدای مخصوصی که مرغ از خود نشان می‌دهد تشخیص داد؛ و همچنین مرغ‌ها اغلب در این هنگام پرهای خود را باز می‌کنند و در هنگام کرچی مرغ حساستر و نسبت به دیگر مرغ‌ها و همچنین حضور انسان واکنش نشان می‌دهد. مرغ کرچ ترجیح می‌دهد که اوقات روز را به جای دانه چیدن و گردش در جایی که تاریک و خلوت باشد بر روی تخم‌های دیگر مرغ‌ها بخوابد. مرغ‌های کرچ معمولاً در طی دوران کرچی پرریزی می‌کنند و تخمگذاری آن‌ها نیز در این مدت قطع می‌شود، از اینرو نژادهایی که زیاد کرچ می‌شوند مطلوب مرغدان تجاری نیستند. دوران جوجه کشی در مرغ‌ها بسته به نوع نژاد پرنده از ۱۹ تا ۲۱ روز متفاوت است و در این مدت مرغ کرچ فقط یک یا دو بار در طول روز اقدام به خوردن و آشامیدن یا دفع فضولات به بیرون رفته و به سرعت سر جای خود برمی‌گردد.

## دلایل
کرچی در مرغ‌ها را می‌توان به عواملی چند مانند نژاد، آب و هوا، محل تخمگذاری پرنده و تغذیه نسبت داد که در این میان نقش نژاد از همه پررنگتر است؛ بطوری‌که در نژادهای سنگین میزان کرچی نسبت به نژادهای سبکتر، بیشتر می‌باشد. همچنین تاریک و دنج بودن محل تخمگذاری و جمع نکردن تخم مرغ‌ها به‌طور منظم خود عاملی است که مرغ را تحریک به کرچ شدن می‌کند به نحوی که می‌توان از این عامل برای کرچ کردن مرغ در هنگام نیاز سود برد.